# Väätsa (gemeente)
Väätsa (Estisch: Väätsa vald) was een gemeente in de Estlandse provincie Järvamaa. De gemeente telde 1225 inwoners op 1 januari 2017 en had een oppervlakte van 195,2 km². Tot de landgemeente behoorden tien dorpen en één wat grotere plaats met de status van alevik (vlek): de hoofdplaats Väätsa.
In oktober 2017 werd Väätsa bij de gemeente Türi gevoegd.
De grootste werkgever van Väätsa is AS Väätsa Agro, de grootste melkveehouderij van Estland, die sinds maart 2012 in handen is van Trigon Agri en rond die tijd over 1.685 melkkoeien beschikte.

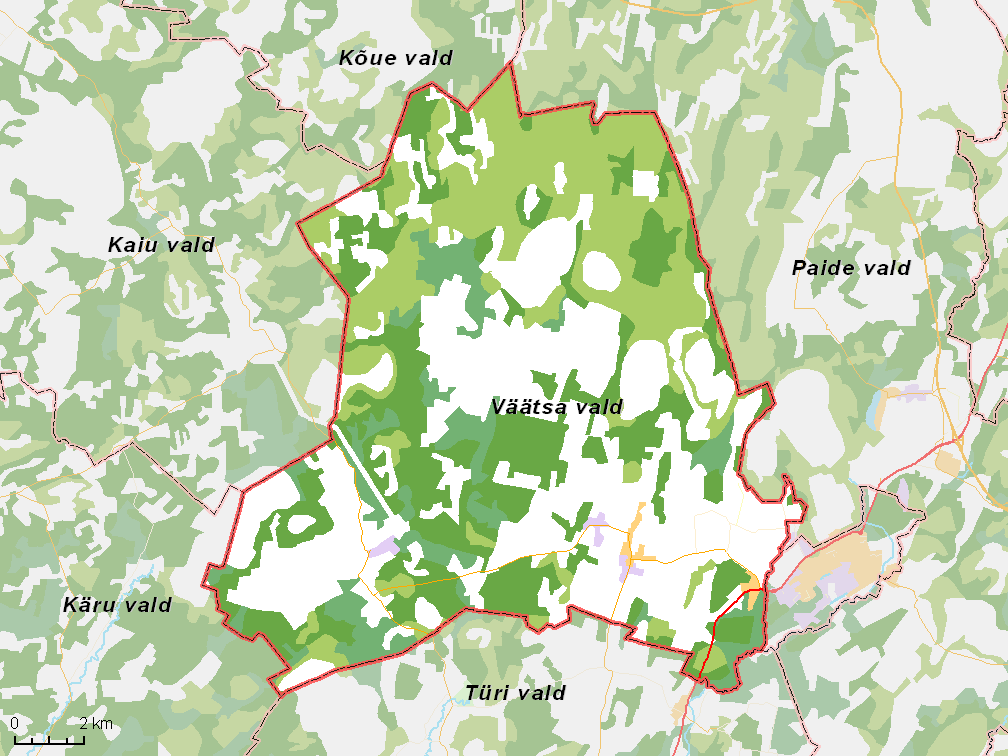
De gemeente met omliggende gemeenten, situatie begin 2017